# Chromrot
Chromrot,  PbCrO4 · 𝑥 PbO, ist ein basisches Bleisalz der Chromsäure bzw. dessen Hydrate (PbCrO4 · Pb(OH)𝑥). Dieses hat eine leuchtend rote Farbe und wird auch Türkischrot, Wiener Rot, Chromzinnober und als Mineral Phönikochroit genannt, ist aber gesundheitsschädlich. Ein ähnlich aufgebautes Pigment ist Chromorange.
In seinen Eigenschaften ähnelt es stark dem Blei(II)-chromat PbCrO4 (Chromgelb).

## Herstellung
Verwendet man zur Fällung einer Bleisalzlösung (Blei(II)-acetat) – wie zur Herstellung von Chromgelb – nicht saure, sondern neutrale oder schwach alkalische Chromatlösungen, oder behandelt Bleichromat direkt mit einer alkalischen Lösung (z. B. Natronlauge), so entsteht ein rotes basisches Bleichromat mit der Zusammensetzung PbCrO4 · 𝑥 PbO (bzw. seine Hydrate PbCrO4 · Pb(OH)𝑥).
Orangefarbige Sorten, Chromorange genannt, enthalten Bleihydroxide Pb(OH)2, und  werden bei der Herstellung speziell beschichtet, sodass sie weitgehend stabil werden.

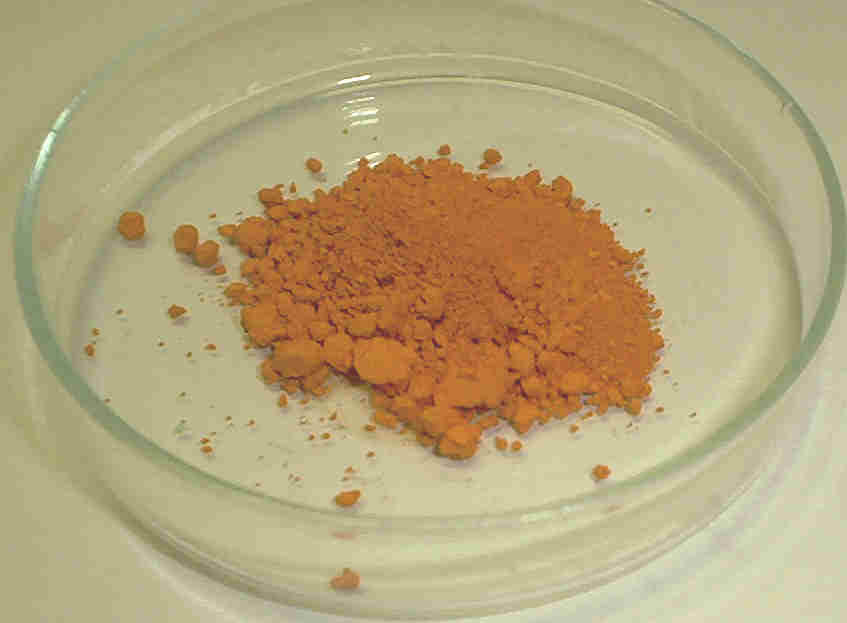
Chromorange

## Verwendung
Chromrot wurde seit Anfang des 19. Jahrhunderts in der Ölmalerei verwendet. Wie das verwandte Chromgelb ist es gesundheitsschädlich und darf heute nicht mehr verwendet werden.
Die stabileren Chromorangetöne werden vereinzelt noch verwendet.
Im Gegensatz zum Chromgelb sind Chromrot sowie die meisten Chromorangetöne kalkecht.